# 春暉影業
春暉影業，為1987年創立，2003年解散的電影發行商。其業務包含代理獨立電影，還經營了電影台、戲院與劇團等多項業務。公司之後由於過度擴張，在2003年解散，只留下電影發行業務。2010年，春暉映像股份有限公司（Spring Entertainment）成立，與春暉影業有所關聯。

## 沿革
︁春暉影業的創辦者陳俊榮，於1954年生於台中東勢。母親在當地戲院經營小商店，使他從小就接觸電影。1983年，陳俊榮回鄉經營當地戲院之餘，對當時的管理模式感到不滿，因此在1987年創立︁春暉影業，並以代理國外電影作品為主。
在1980年到1990年代，春暉影業代理的電影，在代理後獲得多項獎勵，《與狼共舞》、《性、謊言、錄影帶》、《刺激1995》、《大鼻子情聖》等，使春暉代理的作品，當時經常能獲得相當程度的票房成績。例如1987年所代理的《與狼共舞》，臺灣票房銷售約2億元；而《刺激1995》的臺灣票房，也超越了上映的美國票房。根據《報導者》分析指出，1993年，春暉與華納在臺灣代理14部奧斯卡劇情片，佔當年影片的半數以上。1992年，美商華納台北分公司延攬陳俊榮擔任總經理，使陳俊榮同時能管理︁春暉影業與華納台灣。後來，陳俊榮說服在台成立華納亞洲（Warner Asia），專門投資華語電影。華納亞洲在臺灣發者行了楊德昌的《獨立時代》、王獻篪《阿爸的情人》、還有《超級大國民》；惟電影票房表現不佳，使華納亞洲最終放棄自製電影。
1995年，陳俊榮成立「Sun Movie春暉電影台」，主要播映歐洲藝術電影與自製戲劇。1996年，陳俊榮成立成立春暉樺榭出版公司，並代理《Elle》與《首映》（Premiere）雜誌。同年成立國片部，並出資拍攝《台北愛情故事》、《作家身影》等。除此之外，春暉還經營多間戲院、並試圖與美商華納公司合作開設電影院；但春暉影業最終退出，新電影院最終定為華納威秀影城，由美商華納與澳商威秀有限公司合作經營。2000年，春暉成立春禾劇團，由郎祖筠擔任總監。
1996年，春暉電影台與國家電影資料館（今國家電影及視聽文化中心）合作推出「台語片系列」，每週四播映台語電影。3月6日，春暉宣布將播映的台語電影轉拷為Betacam母帶、捐贈給國家電影資料館永久保存。
春暉在發展之餘，出現了過度擴張、品質下跌、入不敷出等問題，使事業多面臨虧損。2003年，春暉公司解散，只留下小部分的發行業務。2004年，報導指出春暉當時負債4億5千萬。2010年，「春暉映像有限公司」成立，陳俊榮擔任公司總顧問。

## 發行作品列表
︁春暉影業代理的作品有：
| 年份 | 片名                 | 導演 | 主要演員 |
| ---- | -------------------- | ---- | -------- |
| 1989 | 《性、謊言、錄影帶》 |      | 、       |
| 1989 | 《當哈利碰上莎莉》   |      | 、       |
| 1990 | 《與狼共舞》         |      | 、       |
| 1995 | 《刺激1995》         |      | 、摩根·  |

春暉映像發行的作品有：
| 年份 | 片名                     | 導演   | 主要演員                                               |
| ---- | ------------------------ | ------ | ------------------------------------------------------ |
| 2024 | 《看到靈魂的那隻眼師公》 | 王重正 | 陳明真、霍正奇、雷洪、黃新皓、方琦、于浩威、王沛語     |
| 2024 | 《台北十日》             | 張逸方 | 俞芯蕾、賴俊龍、吳靜芬                                 |
| 2024 | 《誰殺了比利比莉》       | 林煜為 | 謝晏婷、林鼎軒、林子璿、林若婕                         |
| 2024 | 《愛子歸來》             | 李靖惠 |                                                        |
| 2022 | 《一起一起》             | 朱岩蘭 | 唐從聖、連靜雯、張復建、高山峰、周孝安、朱岩蘭、馬力歐 |

## 註解
1. ↑  2004年，華納影業及威秀集團撤出台灣市場，改由香港橙天嘉禾、臺灣中環等四家台港公司合作。